# Camarosporium solandri
Camarosporium solandri är en svampart som beskrevs av Cooke 1892. Camarosporium solandri ingår i släktet Camarosporium, ordningen Botryosphaeriales, klassen Dothideomycetes, divisionen sporsäcksvampar och riket svampar.   Inga underarter finns listade i Catalogue of Life.